# 金山足球场
金山足球场，是一座位于上海市金山区的专业足球场，可容纳3万人。曾經為上海申花、上海东亚、上海中邦、上海申鑫的主場。

## 概况
足球场是金山区为了承办2007年上海市农民运动会而兴建的以足球为主的体育场地，除主足球场外，还有拥有400米跑道的田径场以及8个灯光网球场，所有体育及辅助设施占地共350亩。
这也是中国继上海虹口足球场、天津泰达足球场、成都龙泉驿足球场以后第四座按照国际足联标准建造的最高级别专业足球场。

## 金山足球場歷年承辦足球聯賽一覽表
2007年9月9-22日 中國足球超級聯賽（上海申花聯盛）
2008年 中國足球甲級聯賽（上海東亞）
2011年 中國足球乙級聯賽（上海中邦）
2012年 中國足球超級聯賽（上海申鑫）、中國足球乙級聯賽（外場，上海中邦）
2014年 中國足球超級聯賽（上海申鑫）
2016年-2019年 中國足球甲級聯賽（上海申鑫）